# Fritz Haarmann
Pour les articles homonymes, voir Haarmann.
Fritz Haarmann, né Friedrich Heinrich Karl Haarmann le 25 octobre 1879 à Hanovre et exécuté le 15 avril 1925 dans la même ville, connu aussi comme « le Boucher de Hanovre » et « le Vampire de Hanovre », est un tueur en série allemand considéré comme l'auteur des meurtres de vingt-sept garçons et jeunes hommes entre 1918 et 1924. Il fut déclaré coupable de vingt-quatre meurtres et guillotiné. L'affaire fit scandale, d'autant plus que Haarmann était indicateur de police.

## Enfance et jeunesse
Fritz Haarmann est né à Hanovre en 1879, sixième enfant de parents pauvres. Haarmann est un enfant calme qui fuit les activités "de garçons" comme le sport et préfère s'amuser avec les jouets de ses sœurs. C'est un écolier médiocre. À l'âge de 16 ans, son père, Ollie, le soupçonne d’avoir assassiné un cheminot qui l’accusait d’abuser des enfants. Ollie Haarmann dénoncera son fils à un magistrat qui classera l’affaire sans suite. Sous la pression de ses parents, Fritz Haarmann s'enrôle dans une académie militaire à Neuf-Brisach (en allemand Neubreisach). Il s'adapte d'abord à la vie militaire et il est bien noté pendant sa période de formation. Après juste un an à l'académie, il commence à souffrir de crises d'épilepsie et il est réformé pour raisons médicales.
Haarmann retourne à Hanovre et trouve un emploi dans une fabrique de cigares. Il est arrêté en 1898 pour agression sexuelle sur des enfants : déclaré irresponsable par un psychologue, il est envoyé dans une institution psychiatrique pour une durée indéfinie. Six mois plus tard, Haarmann s'échappe et s'enfuit en Suisse où il travaille pendant deux ans avant de retourner en Allemagne. Durant son séjour en Suisse, chez un cousin, il obtint du bourgmestre un certificat de bonne vie et de bonnes mœurs. Il s'enrôle de nouveau comme militaire, sous un faux nom cette fois-ci, mais en 1902, il est à nouveau réformé pour raisons médicales. Il reçoit une pension militaire complète, retourne vivre chez sa famille, et trouve un emploi dans la petite entreprise que son père a fondée. Après une dispute et une violente bagarre avec son père, Ollie Haarmann, il est arrêté, accusé d'agression et à nouveau envoyé pour une évaluation psychiatrique. Cette fois, un médecin ne diagnostique pas d'instabilité mentale. Une cour annule néanmoins les charges et il retourne vivre dans sa famille. Peu après, Haarmann tente d'ouvrir un petit commerce, mais il fait rapidement faillite.

## Délits

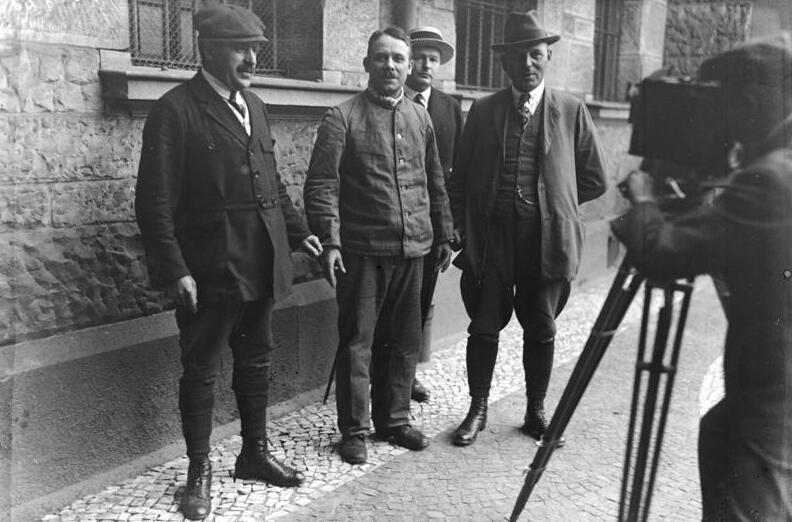
Fritz Haarmann entouré d'agents de la police judiciaire en novembre 1924.

Les dix années suivantes, Haarmann vit de vols, de cambriolages et d'escroqueries. Il est fréquemment arrêté et purge plusieurs courtes peines de prison. Il commence progressivement à établir une relation avec la police de Hanovre en tant qu'informateur, principalement dans le but de détourner de lui l'attention. Il déclara plus tard que la police commençait à le considérer comme une source sûre d'informations à propos des criminels de Hanovre.
En 1914, Haarmann est déclaré coupable d'une série de vols et de fraudes et il est emprisonné juste au début de la Première Guerre mondiale. Il est libéré à l'issue du conflit en 1918, mais l'Allemagne vaincue doit faire face à une grave crise économique, et Haarmann n'échappe pas à la pauvreté que la situation du pays a engendrée, et favorise l'expansion de la criminalité. Celle-ci offre à Haarmann de nouvelles occasions d'y agir en marge : il reprend alors ses activités et il est comme avant utilisé comme indicateur par la police.

## Meurtres

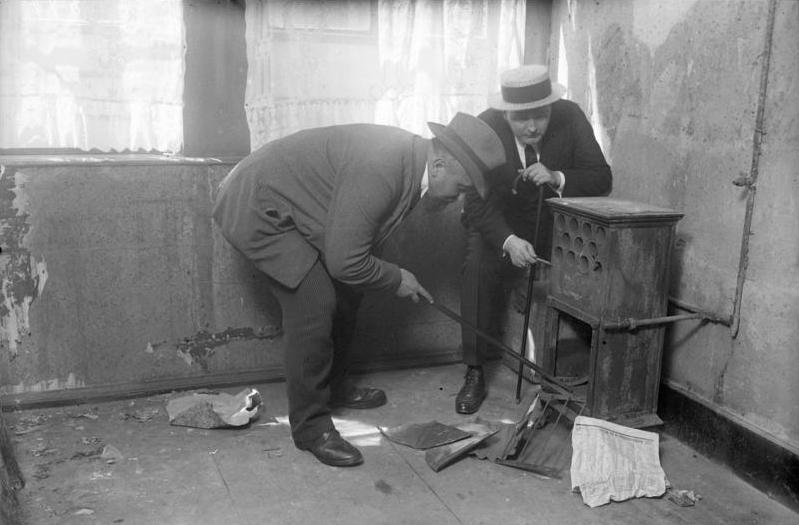
Des enquêteurs fouillent un poêle dans l'appartement d'Haarmann, rue Rote Reihe à Hanovre.

Entre 1918 et 1924, Haarmann commet au moins vingt-quatre meurtres et est suspecté de trois autres. La première victime connue est un homme de 17 ans, Friedel Rothe. Quand Rothe disparaît en septembre 1918, ses amis indiquent à la police qu'il a été aperçu pour la dernière fois en compagnie d'Haarmann. Sous la pression de la famille de Rothe, la police investit l'appartement du suspect, le trouve en compagnie d'un jeune adolescent à moitié nu, et l'arrête pour agression sexuelle. Il est condamné à une peine de neuf mois d'emprisonnement, qu'il réussit à ne pas purger immédiatement. En 1919, il rencontre un jeune fugueur, Hans Grans, qui devient son amant.
Haarmann purge ses neuf mois d'emprisonnement entre mars et décembre 1920. De nouveau, il regagne la confiance de la police et redevient informateur. Peu après sa mise en liberté, il s'installe dans un nouvel appartement situé au 27, Cellerstraße. Hans Grans fréquente souvent le logement, mais vit chez sa maîtresse, Emmi Schulz, une prostituée, qui lui donne argent et faveurs. Au moment de son arrestation Haarmann occupe une mansarde de la rue Rote Reihe.

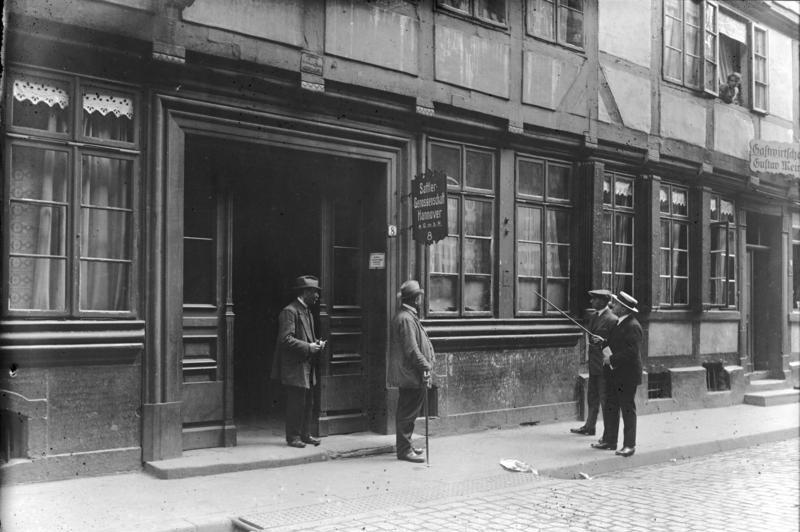
Des enquêteurs montrent l'entrée de l'appartement d'Haarmann, rue Rote Reihe.

Les victimes suivantes d'Haarmann sont principalement des jeunes banlieusards, des jeunes fugueurs, et occasionnellement des prostitués qui évoluent autour de la gare centrale de Hanovre. Selon la rumeur, Haarmann les entraîne jusqu'à son appartement, et les tue en les mordant à la gorge, parfois pendant l'acte sexuel. Toutes les victimes d'Haarmann sont démembrées avant de disparaître, généralement dans la rivière Leine qui traverse la ville. Les objets et vêtements ayant appartenu aux victimes sont vendues au marché noir ou conservées par Haarmann ou son jeune amant, Hans Grans. Selon la rumeur également, Haarmann aurait vendu au marché noir de la chair humaine en la faisant passer pour du porc en conserve. Même si aucune preuve de ces activités n'existe, Haarmann gagne tout de même la réputation de vendeur de viande de contrebande.
Haarmann et Hans Grans vendent les effets de leurs victimes pour un prix dérisoire au marché noir et en gardent d'autres pour eux. Haarmann déclara que même si Grans était au courant de beaucoup de ses meurtres, et qu'il lui avait demandé personnellement de tuer deux des victimes pour qu'il puisse obtenir leurs vêtements et effets personnels, Grans n'était pas concerné par les meurtres.

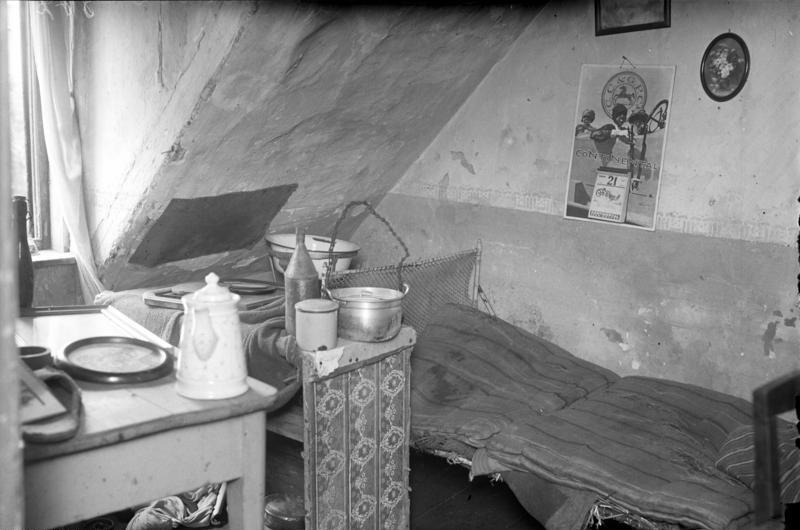
Photo de police de la mansarde d'Haarmann, rue Rote Reihe.

Haarmann est finalement interpellé quand de nombreux ossements qu'il a jetés dans la rivière Leine s'échouent en aval en mai et juin 1924. La police décide de draguer la rivière et découvre plus de cinq cents os humains ultérieurement confirmés comme provenant d'au moins vingt-deux individus. Les soupçons se portent rapidement sur Haarmann, déjà condamné pour agressions sexuelles sur mineur et déjà suspect dans la disparition de Friedel Rothe en 1918. Haarmann est placé sous surveillance : dans la nuit du 22 juin, on le voit rôder dans la gare ferroviaire de Hanovre. Comprenant, en identifiant les policiers, qu’on lui a tendu un piège, Haarmann essaie une nouvelle fois de rouler la police en désignant un jeune paumé comme suspect. Ce dernier, pour se défendre, accuse Haarmann de l’avoir violé, ce qui autorise une perquisition du logement d’Haarmann. Ce logement, une mansarde située rue Rote Reihe, est fouillé et on y trouve des effets personnels de plusieurs jeunes hommes disparus, et de grandes marques de sang sur les murs. Haarmann tente d'expliquer ce dernier fait par son activité illégale de boucher. Pendant l'interrogatoire, Haarmann confesse rapidement le viol, le meurtre, et le dépeçage de jeunes gens depuis 1918. Quand on lui demande combien il en a tué, il répond « quelque part entre cinquante et soixante-dix ». La police ne parviendra néanmoins à l'incriminer que de vingt-sept disparitions. On note que seul un quart des objets personnels trouvés dans son appartement sont identifiés comme ayant appartenu aux victimes.

## Procès

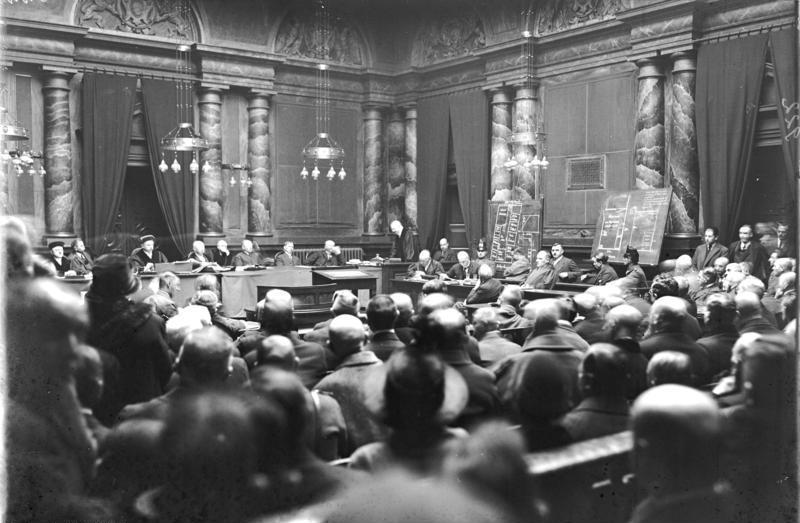
Haarmann, à son procès en 1924, est assis entre deux tableaux noirs dont l'un représente le plan de son appartement.

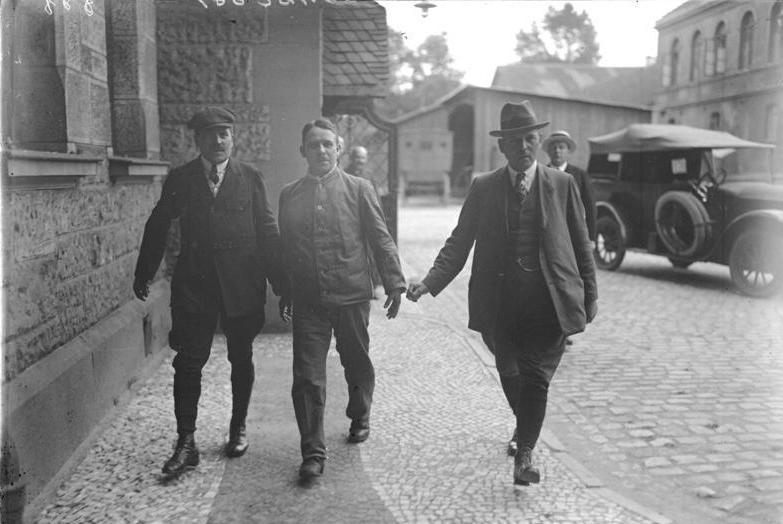
Fritz Haarmann est amené au Tribunal en décembre 1924.

Le procès de Fritz Haarmann commence le 4 décembre 1924. Il est accusé du meurtre de vingt-sept garçons ou jeunes gens disparus entre 1918 et juin 1924. Le procès est spectaculaire car c'est un des premiers événements médiatiques du moment en Allemagne. Le terme de « tueur en série » n'existant pas à l'époque, le public et la presse manquent de mots pour décrire l'affaire. À l'instar de Peter Kürten (1883-1931), surnommé le « vampire de Düsseldorf », Haarmann est simultanément qualifié de « loup-garou », de « vampire », et d'« Homme-Loup ». Outre la cruauté des crimes commis, l'opinion publique se scandalise également du rôle de la police dans l'affaire : Haarmann était un indicateur de police qui dénonçait fréquemment d'autres criminels aux autorités, alors que son passé de délinquant sexuel était parfaitement connu, il ne fut jamais inquiété par la police jusqu'à son arrestation, bien que certaines des victimes aient été vues pour la dernière fois en sa compagnie.
Le procès dure à peine deux semaines. Le 19 décembre 1924, Haarmann est déclaré coupable de vingt-quatre des vingt-sept meurtres et condamné à mort. Il est acquitté de trois meurtres qu'il nie, même si des effets personnels de certaines victimes ont été trouvés en sa possession ou chez certaines de ses relations au moment de son arrestation. Haarmann ne fait pas appel du verdict.
Haarmann est guillotiné le 15 avril 1925 par le bourreau Carl Gröpler. Ses derniers mots avant d'être exécuté sont : « je me repens, mais je n'ai pas peur de la mort. »

## Suites de l'affaire

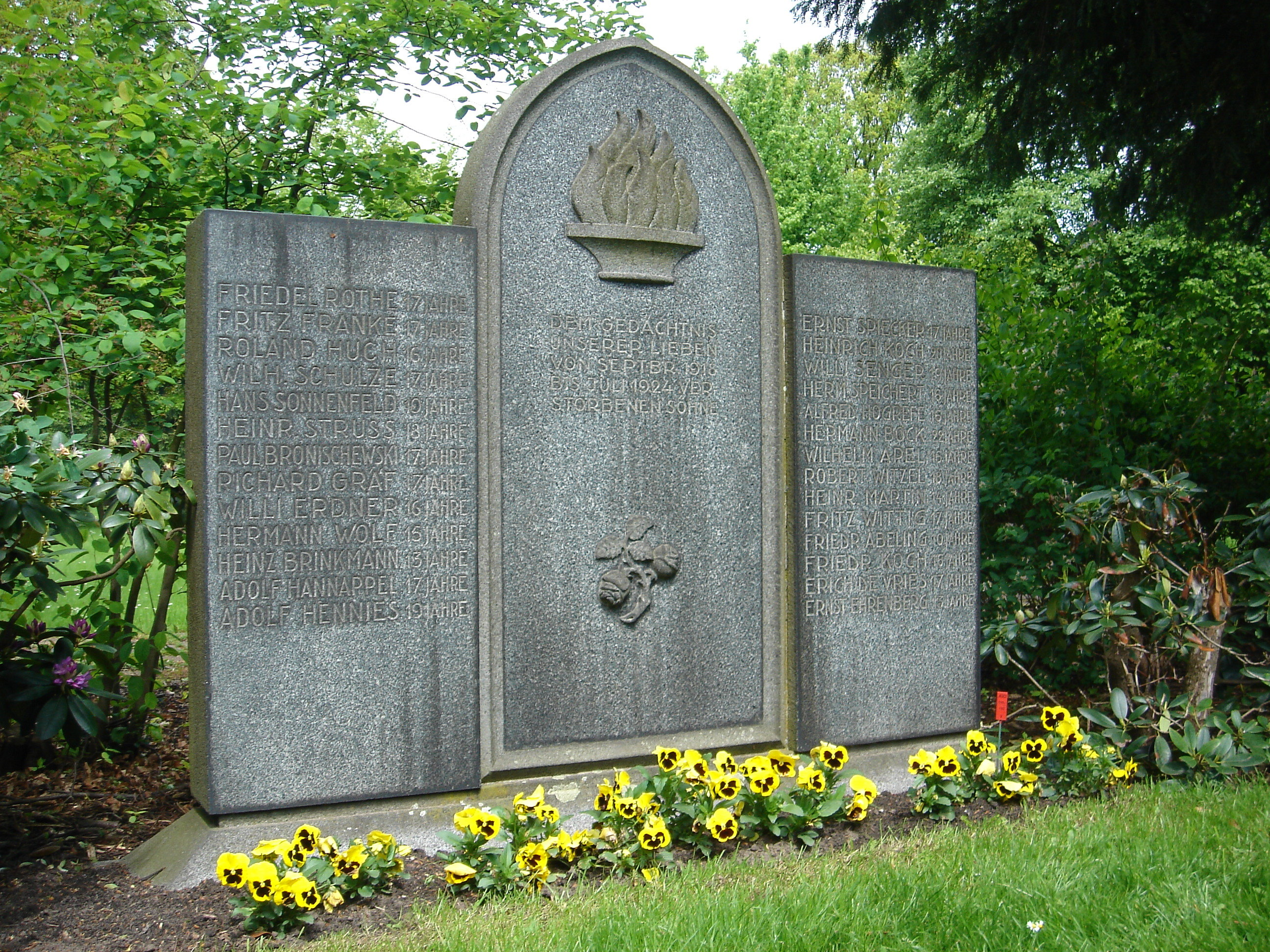
La tombe commune des victimes de Haarmann.

Hans Grans est d'abord jugé pour incitation au meurtre dans le cas d'Adolf Hannappel, apprenti menuisier de 17 ans disparu de la gare ferroviaire de Hanovre le 11 novembre 1923. Des témoins ont vu Grans en compagnie d'Haarmann, pointant du doigt Hannappel. Haarmann affirme à ce sujet que c'était un des deux meurtres commis à l'insistance de Grans, qui sera condamné à mort. La découverte d'une lettre de Haarmann adressée au père de Grans où il soutient l'innocence de son amant mène à un second procès, qui se soldera par une peine de prison de douze ans. La justice nationale-socialiste envoya Hans Grans au camp de concentration de Sachsenhausen, comme dangereux criminel. Après sa libération, en 1946, Hans Grans a continué de vivre à Hanovre, jusqu'à sa mort en 1975.
Les restes des victimes d'Haarmann sont inhumés ensemble dans une fosse commune du cimetière de Stöckener, en février 1925. En avril 1928, un grand mémorial de granite en triptyque portant les noms et âges des victimes est érigé sur la fosse commune,.
Après son exécution, la tête d'Haarmann est préservée dans un bocal par des scientifiques pour examiner la structure de son cerveau. Elle était conservée à l'école médicale de Göttingen, avant d'être incinérée en 2014.
L'affaire suscita de nombreux débats autour de la peine de mort, de la façon de considérer les délinquants malades mentaux, des méthodes d'enquête de la police, et de l'homosexualité.

## Liste des victimes connues
| Nom                | Âge | Date de disparition   | Notes                                                                                            |
| ------------------ | --- | --------------------- | ------------------------------------------------------------------------------------------------ |
| Friedel Rothe      | 17  | 25 septembre 1918     | Haarmann déclare avoir enterré Rothe au cimetière Stöckener                                      |
| Fritz Franke       | 17  | 12 février 1923       | Franke était originaire de Berlin                                                                |
| Wilhelm Schulze    | 17  | 20 mars 1923          | Schulze était apprenti écrivain                                                                  |
| Roland Huch        | 16  | 23 mai 1923           | Étudiant, disparu de la gare ferroviaire de Hanovre                                              |
| Hans Sonnenfeld    | 19  | mai 1923              | Fugueur de la ville de Limmer                                                                    |
| Ernst Ehrenberg    | 13  | 25 juin 1923          | Disparu en faisant une course pour ses parents                                                   |
| Heinrich Struß     | 18  | 24 août 1923          | Haarmann était en possession de l'étui du violon de Struß quand il a été arrêté                  |
| Paul Bronischewski | 17  | 24 septembre 1923     | Disparu sur le trajet pour rendre visite à son oncle                                             |
| Richard Gräf       | 17  | septembre 1923        | Disparu après avoir dit à ses amis qu'un détective lui avait trouvé un travail                   |
| Wilhelm Erdner     | 16  | 12 octobre 1923       | Disparu de la gare de Hanovre. Haarmann a vendu la bicyclette d'Erdner                           |
| Hermann Wolf       | 15  | 24 ou 25 octobre 1923 | Les vêtements de la victime menèrent à Haarmann et à ses connaissances                           |
| Heinz Brinkmann    | 13  | 27 octobre 1923       | Disparu de la gare de Hanovre après avoir manqué son train pour rentrer chez lui, à Clausthal    |
| Adolf Hannappel    | 17  | 11 novembre 1923      | Apprenti menuisier. Des témoins ont vu Haarmann approcher Hannappel.                             |
| Adolf Hennies      | 19  | 6 décembre 1923       | Hennies disparaît pendant qu'il cherche du travail à Hanovre                                     |
| Ernst Spiecker     | 17  | 5 janvier 1924        | Disparu sur son trajet pour aller témoigner à un procès                                          |
| Heinrich Koch      | 20  | 15 janvier 1924       | Koch était connu pour être une connaissance de Haarmann                                          |
| Willi Senger       | 19  | 2 février 1924        | Les vêtements de la victime furent retrouvés dans l'appartement d'Haarmann après son arrestation |
| Hermann Speichert  | 16  | 8 février 1924        | Apprenti électricien                                                                             |
| Alfred Hogrefe     | 16  | 6 avril 1924          | Apprenti mécanicien. Tous les vêtements d'Hogrefe menèrent à Haarmann ou à Grans                 |
| Hermann Bock       | 22  | avril 1924            | Vu pour la dernière fois par ses amis marchant vers l'appartement de Haarmann                    |
| Wilhelm Apel       | 16  | 17 avril 1924         | Disparu en allant travailler                                                                     |
| Robert Witzel      | 18  | 26 avril 1924         | Haarman admet avoir jeté les restes de Witzel dans la rivière Leine                              |
| Heinrich Martin    | 14  | 9 mai 1924            | Apprenti serrurier, disparu de la gare de Hanovre                                                |
| Fritz Wittig       | 17  | 26 mai 1924           | Haarmann insiste sur le fait que Grans lui ordonna de commettre ce meurtre et celui de Hannappel |
| Friedrich Abeling  | 10  | 26 mai 1924           | La plus jeune victime. Restes jetés dans la rivière Leine                                        |
| Friedrich Koch     | 16  | 5 juin 1924           | Disparu sur le chemin de la faculté, vu pour la dernière fois en compagnie de Haarmann           |
| Erich de Vries     | 17  | 14 juin 1924          | Haarmann guide la police jusqu'aux restes d'Erich après son arrestation                          |

## Filmographie
Le cas de Fritz Haarmann a inspiré au moins trois films. Le grand classique M le maudit qui met en vedette Peter Lorre, sorti en 1931 et dirigé par Fritz Lang, est inspiré par les crimes du tueur en série, tout autant que ceux de Peter Kürten, tueur d'enfants de Düsseldorf, et Carl Großmann.
Le film La Tendresse des loups (Die Zärtlichkeit der Wölfe), sorti en juillet 1973, est directement basé sur ses crimes. Le film, dirigé par Ulli Lommel, donne à Kurt Raab le rôle du criminel. Le réalisateur allemand Rainer Werner Fassbinder produit le film et apparaît également dans le rôle secondaire de Wittkowski.
Le film le plus récent à être basé sur la personnalité d'Haarmann, L'Homme de la mort (Der Totmacher), est sorti en 1995. L'acteur Götz George interprète le tueur. Le film se focalise sur les enregistrements des examens menés par Erich Schultze, un des principaux experts psychiatres du procès.

## Autres médias
En 2007, l'Office de Tourisme de Hanovre provoque une controverse en incluant Haarmann dans son calendrier publicitaire aux côtés d'autres personnes connues de la ville. Le calendrier devient un best-seller, et les 20 000 tirages initiaux sont écoulés en novembre 2007 alors qu'il était prévu qu'ils durent jusqu'à la période de Noël. Apparemment, Haarmann figurait aussi dans l'édition 2006, mais sans avoir attiré l'attention à l'époque. Le calendrier de 2008 inclut une nouvelle photographie d'Haarmann menotté.
Kim Newman inclut Haarmann comme personnage mineur de son roman de 1995, Le Baron Rouge sang (The Bloody Red Baron), servant en tant qu'ordonnance de Manfred von Richthofen, le « Baron Rouge ».
Beton Kopf Media, label d'enregistrement derrière le projet electro-industriel allemand :Wumpscut: utilise une photographie d'Haarmann comme logo.
Margit Sandemo a choisi d'utiliser Haarmann pour le vilain Lynx dans sa série de livres Isfolket.
Haarmann est le sujet de la chanson « Fritz Haarman [sic] Der Metzger » (Fritz Haarman le boucher) du groupe de death-thrash metal Macabre.
Dans le roman Territoires de Stephen King et Peter Straub, Haarmann est mentionné comme ayant été possédé par Mr. Munshun (agent du roi Cramoisi).
Il est aussi mentionné comme exemple de tueurs en série notoires dans la série télévisée Suspicion, "Don't Look Behind You", Saison 1, Épisode 2, diffusé le 27 septembre 1962.
En 2007, un récit de Vincent Peyrel romance l'histoire de Haarmann et sa liaison avec Hans Grans qui est le personnage principal de "Si j'ai une âme" aux éditions de l'Amourier.
En 2011, les éditions Casterman publient la bande dessinée Haarmann, le boucher de Hanovre d'Isabel Kreitz (dessin) et Peer Meter (scenario).
1. ↑  « Tenderness of the Wolves (1973) - IMDb » [vidéo], sur imdb.com (consulté le 1er septembre 2020).
2. ↑  (en) « Der Totmacher (The Deathmaker) », sur cinereel.org via Wikiwix (consulté le 14 octobre 2023).
3. ↑  (de) « Hannover-Tourismus wirbt mit Massenmörder Haarmann », BILD online, 1er novembre 2007 (consulté le 5 novembre 2007).